# Négyfoltos acsa
A négyfoltos acsa (Libellula quadrimaculata) a rovarok (Insecta) osztályának szitakötők (Odonata) rendjébe, ezen belül az egyenlőtlen szárnyú szitakötők (Anisoptera) alrendjébe és a laposhasú acsák (Libellulidae) családjába tartozó faj.

## Előfordulása
A négyfoltos acsa előfordulási területe Európa, Ázsia és Észak-Amerika mérsékelt övi részei, így Magyarországon is megtalálható. Alaszka címerrovara.

## Megjelenése
Kifejletten hossza 45-50 milliméter. Potroha sárgásbarna, sötét barnásszürke folttal. Szárnyain két-két széles, fekete vagy sötétbarna folt van. Az európai példányok foltjai nagyobbak, mint az amerikaiaké. A lárvája széles, lapos és rövid potrohú.

## Életmódja
Tavak, mocsarak, lápok, valamint lassú folyású folyók vizeiben él. Az imágó Angliában áprilistól kora szeptemberig repül, míg a szomszédos Írországban május közepétől egészen augusztus közepéig látható. Az imágó szúnyogfélékkel (Culicidae) és egyéb szúnyogalkatúakkal (Nematocera) táplálkozik; míg a lárva vízi rovarokat és ebihalakat fogyaszt. Mindkét nemű állat igen jól repül; ennek ellenére az óriás szitakötő (Anax imperator) zsákmányai közé tartozik. A vízből a partra kijövő példányokat a mezei homokfutrinka (Cicindela campestris) is elkapja.

## Szaporodása
A hím hevesen védelmezi a területét. A párzás a levegőben történik meg. A nőstény vízinövényekre rakja le petéit. A lárva a vízben két évet tölt.

### Fordítás
- Ez a szócikk részben vagy egészben  a   Four-spotted chaser című angol Wikipédia-szócikk ezen változatának fordításán alapul.  Az eredeti cikk szerkesztőit annak laptörténete sorolja fel. Ez a jelzés csupán a megfogalmazás eredetét és a szerzői jogokat jelzi, nem szolgál a cikkben szereplő információk forrásmegjelöléseként.